# لويس مانسيلا
لويس مانسيلا (بالإسبانية: Luis Mansilla) مواليد 26 يوليو 1986، هو دراج تشيلي في صنف سباق الدراجات على الطريق وعلى المضمار. شارك في دورة الألعاب الأولمبية الصيفية.

## روابط خارجية
- لويس مانسيلا على موقع الاتحاد الدولي للدراجات (الإنجليزية)
- لويس مانسيلا على موقع أرشيف الدراجات (الإنجليزية)
- لويس مانسيلا على موقع إحصائيات الدراجات الإحترافية (الإنجليزية)
- لويس مانسيلا على موقع نسبة الدراجات (الإنجليزية)
- لويس مانسيلا على موقع أوليمبيديا (الإنجليزية)